# Station Dzierzgoń
Station Dzierzgoń is een spoorwegstation in de Poolse plaats Dzierzgoń.